# Kammerkoret Camerata
Kammerkoret Camerata er et professionelt arbejdende amatørkor bestående af ca. 28 rutinerede sangere grundlagt af dirigenten Per Enevold i 1965.
Korets repertoire spænder vidt fra kirkemusik til underholdningsmusik, men med fokus på klassisk vesteuropæisk a cappella-musik. Camerata har et højt aktivitetsniveau med mange koncerter og turnéer både i Danmark og resten af verden. Foruden en række a cappella-koncerter opsætter koret hvert år to oratorier, hvoraf Händels Messias tre aftener op til jul trækker fulde huse i Holmens Kirke i København og er blevet en fast del af Københavns klassiske musikliv.
Camerata har igennem årene indspillet utallige cd’er med musik af bl.a. Carl Nielsen, Vagn Holmboe og Poul Ruders, en række cd’er med musik til tekster af danske digtere, og selvfølgelig Händels Messias, der vandt prisen for bedste klassiske udgivelse ved Dansk Grammy i 1999. Korets store engagement for at holde liv i det klassiske musikliv kommer endvidere til udtryk ved en række bestillingsværker, f.eks. det storstilede dansk-svenske værk Nordic Stabat Mater skrevet af komponisterne Svend Nielsen, Arne Mellnäs, Bent Lorentzen, Sven-David Sandström og Ib Nørholm.

## Dirigenter
- Per Enevold (1965-1985)
- Søren K. Hansen (1985-1989)
- Michael Bojesen (1989-2006)
- Martin Nagashima Toft (2006-2013)
- Jakob Hultberg (2014-2018)
- Sofia Söderberg (2018-)

## Udvalgte priser og udmærkelser
- 1972 Jacob Gade-Prisen
- 1978 Bela Bartok-korkonkurrence, Debrecen, Ungarn: 1. Pris
- 1992 Korkonkurrence i Arezzo: 1.præmie
- 1999 Grammy for årets klassiske udgivelse (G.F. Händel: Messias)
- 2002 Korkonkurrence i Arezzo: 1.præmie i særlig kategori
- 2003 BBC, London: Let the Peoples Sing: 1.præmie i voksenkategori
- 2006 Den Europæiske korpris
- 2008 Holmboe-konkurrencen: 1. præmie
- 2010 Aarhus International Choir Competition: delt 2.præmie
- 2017 London International A Cappella Choral Competition: 1. præmie

## Udvalgt diskografi
- Vagn Nørgaard: Dette Landskab (2011)
- Nu' det jul igen (2008)
- Danske bryllupssange (2007)
- 13 nye højskolesange (2006)
- Dig Elsker Jeg (2005)
- Stjernefangst (2004)
- Nordic Stabat Mater (2001)
- Hyldest til Holmboe (1999)
- Håb for Kosovo (1999)
- Klaus Brinch: Du gav mig livet (1999)
- G.F. Händel: Messias (1998)
- Gud planted en have (1998)
- Kierkegaard Set to Music (1998)
- Paul Ruders: Works for a cappella choir (1997)
- Americana (1993)
- Vagn Holmboe (1992)
- Jul i Kronborg Slotskirke (1991)
- Carl Nielsen: 3 Motetter/Samlede Orgelværker (1990)

## Eksterne links
- Kammerkoret Cameratas hjemmeside www.camerata.dk
- Festskrift ved Cameratas 40 års jubilæum i 2005 Arkiveret 4. marts 2016 hos  Wayback Machine